# 布盧明代爾 (紐約州)
布盧明代爾（英語：Bloomingdale）是位於美國紐約州艾塞克斯縣的非建制地區。

## 歷史
布盧明代爾的郵局自1853年營運至今。

## 地理
布盧明代爾所處的海拔為高於海平面477米（即1565英呎），而該地所採用的時區為UTC-5，即北美东部时区（EST）。同時該地設有夏令時間，為UTC-5調快一小時，即UTC-4（EDT）。